# 勒泰伊 (阿列省)
勒泰伊（法語：Le Theil，法語發音：[lə tɛj] ⓘ）是法国阿列省的一个市镇，位于该省中部，属于穆兰区。

## 地理
勒泰伊（46°21'18"N, 3°8'3"E）面积28.92 平方千米，位于法国奥弗涅-罗讷-阿尔卑斯大区阿列省，该省份为法国中部省份，北起涅夫勒省、西北接谢尔省，西南至克勒兹省，南至多姆山省，东南临卢瓦尔省，东临索恩-卢瓦尔省。
与勒泰伊接壤的市镇（或旧市镇、城区）包括：德谢斯、弗勒里耶勒、拉费利讷、特勒邦、特龙热、武萨克。

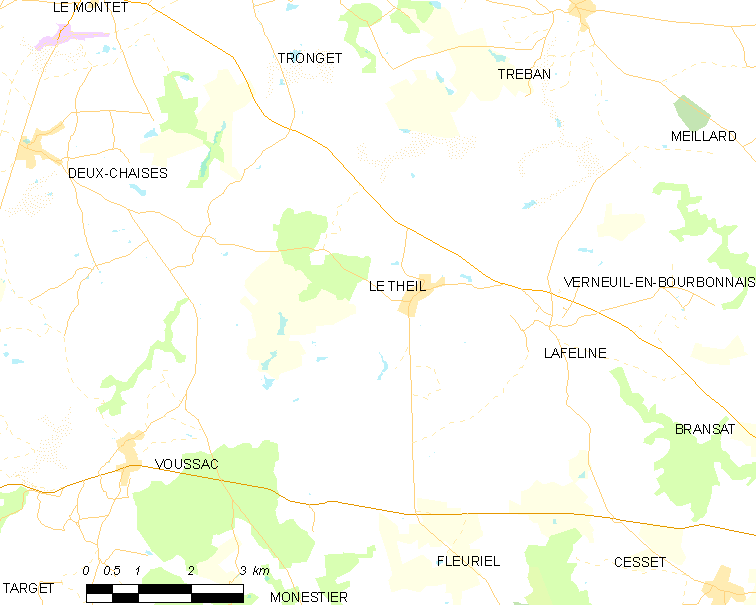
的OSM定位图

勒泰伊的时区为UTC+01:00、UTC+02:00（夏令时）。

## 行政
勒泰伊的邮政编码为03240，INSEE市镇编码为03281。

## 政治
勒泰伊所属的省级选区为苏维尼县。

## 人口

1962-2008年间人口变化图示

勒泰伊于2022年1月1日时的人口数量为388人。